# Ваини, Гвидо
Гвидо Ваини (итал. Guido Vaini; 24 июля 1649, Рим — 13 апреля 1720, там же), князь ди Канталупо — римский дворянин, папский дипломатический агент.

## Биография
Сын Доменико Ваини, маркиза ди Ваини и ди Ваконе, и Маргериты Миньянелли.
Герцог ди Сельчи, маркиз ди Ваконе, сеньор ди Гавиньяно.
Известен благодаря истории с награждением орденом Святого Духа. Это отличие не жаловалось иностранцам, но государственный секретарь по иностранным делам Юг де Лион предложил наградить глав наиболее влиятельных римских фамилий. Ваини к таковым не относился, но за него хлопотали французские дипломаты, в частности кардинал Жансон. Король отказал, заявив, что иностранцу, имеющему всего лишь титул маркиза, орден не полагается.
Иннокентий XII возвел Ваини в ранг князя Канталупо, по сеньории, купленной тем в 1697 году у Джузеппе Анджело Чези, герцога д’Акваспарты, вместе с Сельчи и Гавиньяно.
Герцог де Сен-Симон описывает причины награждения в своей обычной иронической манере.

В это же самое время кардиналу де Буйону случилось продемонстрировать свои возможности и влияние. Он был буквально помешан на своем титуле принца и в Риме постарался завладеть всеми преимуществами, каковые означенный титул ему давал. Он хотел, чтобы его называли Ваше Преосвященнейшее Высочество, и все его слуги именно так к нему и обращались. Однако в Риме не нашлось желающих принять сие новшество. Это кардинала отнюдь не остановило; он нашел одного римского дворянина, весьма захудалого рода, но сумевшего за деньги получить от Папы титул принца (а этих папских принцев даже в Риме ни в грош не ставят); собой он был нехорош, но неплохо сложен, охоч до прекрасного пола и весьма честолюбив. Приезжая в Рим, он сумел привлечь к себе внимание кардинала де Буйона, и в этот его приезд отношения их стали особенно тесными. Кардинал выказывал ему полнейшее доверие и посулил содействие в получении Ордена Святого Духа; этого оказалось более чем достаточно, чтобы тот начал его величать Ваше Преосвященнейшее Высочество и тотчас же посыпались депеши кардинала с предложением удостоить кого-нибудь из римских баронов, имеющих заслуги перед Францией и помогающих своими советами и влиянием её представителям, Ордена Святого Духа, как это время от времени делалось. Затем он стал превозносить знатность, ум, уважение и влияние, коими Ваини пользовался в Риме, и услуги, кои тот мог бы оказать Франции, так что в конце концов Король прислал ему знак Ордена, а точнее, на Сретение Господне он был удостоен звания кавалера Ордена Святого Духа с разрешением, как только будут представлены грамоты, подтверждающие его знатное происхождение, носить его ещё до получения орденской цепи. Ваини был в восторге, а кардинал де Буйон и того более; в Риме, однако, это вызвало удивление и возмущение. Папская курия смирилась с присвоением Ордена герцогу Ланти, ибо тот состоял в родстве с Папами и приходился свояком герцогу Браччано, бесспорно первому светскому лицу в Риме, ибо он был старше коннетабля Колонна; два их рода считались неоспоримо первыми, возвышавшимися над всеми прочими, а первенство между ними самими определялось лишь тем, чей глава старше.— Герцог де Сен-Симон. Мемуары. 1691—1701. — М., 2007. — С. 368
С этими фамилиями «Ваини нельзя даже и сравнивать», и «Королю осталось неизвестно, почему кардинал оказывал покровительство этому дворянину, каковой не мог похвастаться знатностью, а недостаток родовитости отнюдь не восполнял личными заслугами».
7 июня 1699 в часовне Версальского дворца Ваини получил из рук Людовика XIV цепь ордена Святого Духа.

Ваини, ещё в Риме украсивший себя, с позволения Короля, голубой лентой Ордена Святого Духа, в день Пятидесятницы прибыл в Версаль, чтобы получить Орден из рук Короля. Ему был оказан великолепный прием, ибо государь не хотел, чтобы кто-либо заметил, что он уже сожалеет о своем опрометчивом решении. Падкие до новизны придворные, и особенно друзья кардинала де Буйона, настоятельно им его рекомендовавшего, искали общества Ваини и осыпали его любезностями. Три месяца провел он при дворе и в Париже. Король сам вручил ему прекрасный алмазный крест и посоветовал остерегаться, как бы этот крест у него не срезали. Ваини возвратился в Италию, очарованный и всем увиденным, и оказанным ему приемом.— Герцог де Сен-Симон. Мемуары. 1691—1701. — М., 2007. — С. 494
По утверждению Сен-Симона, дела Ваини в Риме «находились в таком плачевном состоянии, что разъяренные кредиторы, чтобы добиться его ареста, пустили по его следу полицейских приставов, ибо, смущенные королевским гербом на дверях его дворца (в Италии всякий дом величают дворцом), не решались описать его имущество».
На защиту дома Ваини явился лично французский посол князь Монакский, заявивший, что это его дом, поскольку он тут находится. Его слуги прогнали полицейских, угрожая шпагами. Другой полицейский отряд, стоявший на улице, при виде этого дал по посольским залп, ранив кое-кого из слуг посла; «один из дворян, стоявший рядом с ним, получив смертельную рану, упал, а посол — на него». Самого Ваини также «немало в этот раз потрепали, досталось и его голубой ленте Ордена Святого Духа».
Это происшествие наделало много шума, но король приказал дело замять, удовлетворившись извинениями папской курии.
Более рациональное предположение относительно причин награждения состоит в посредничестве папской дипломатии в вопросе о признании императором завещания Карла II Испанского.

## Семья

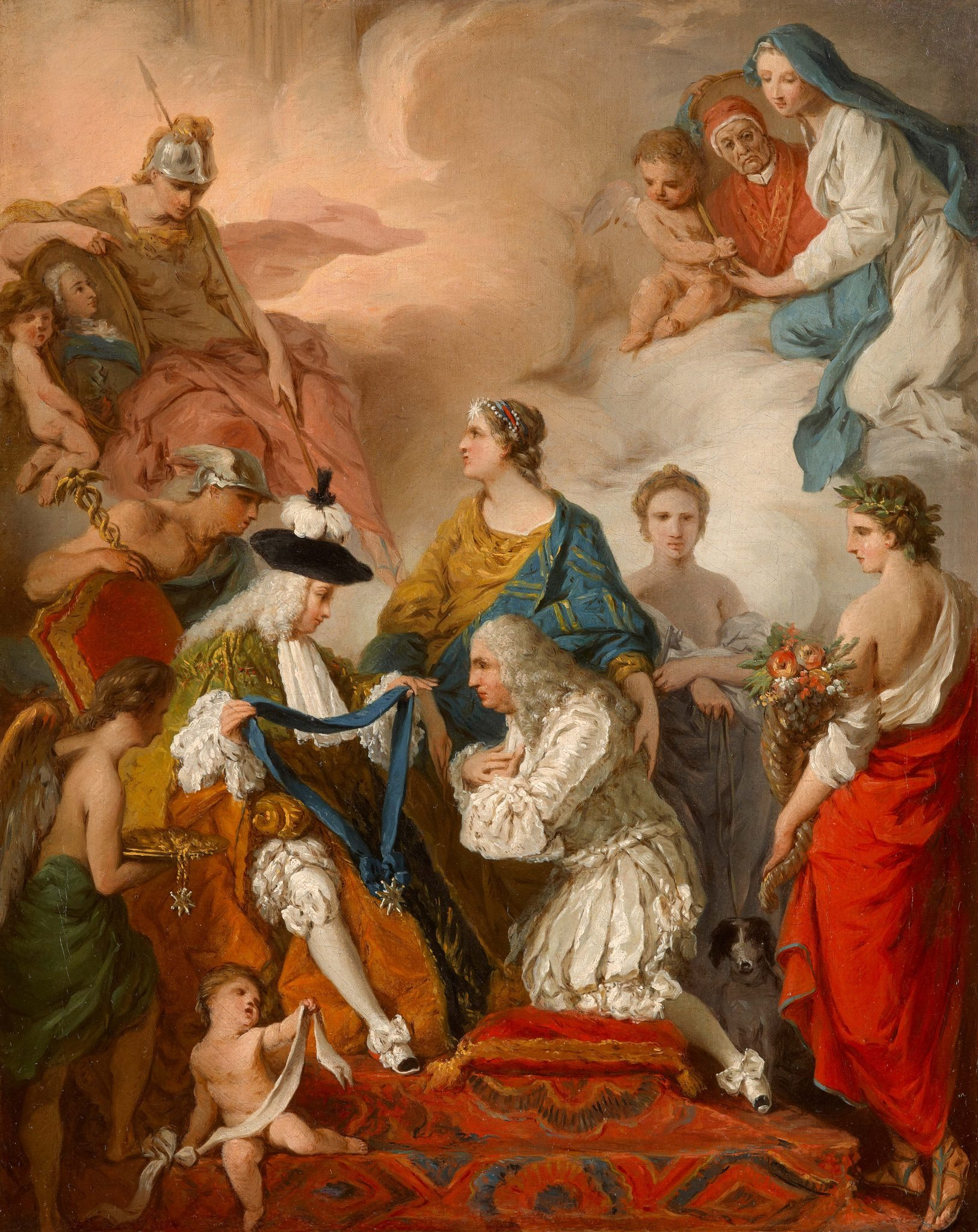
Пьер Сюблейра. Герцог де Сент-Эньян передает Джироламо Ваини, князю де Канталупо и герцогу де Сельчи, инсигнию рыцаря Святого Духа. 1737

Жена (1672): Мария Анна Чеули, дочь Тиберио Чеули, римского дворянина
Дети:
- Анджела (26.10.1676 — после 1719). Муж 1): граф Альфонсо Антонио Литта (1644—1697); 2 (22.12.1705): Лудовико Ланте Монтефельтро делла Ровере (1683—1727), князь ди Бельмонте, герцог ди Бомарцо, сын Антонио Ланте Монтефельтро делла Ровере
- Джироламо (1679—1744), князь ди Канталупо. Рыцарь орденов короля. 15 сентября 1737 в Риме получил цепь ордена Святого Духа из рук французского посла герцога Поля-Ипполита де Сент-Эньяна. Жена: дочь маркиза ди Сантинелли. Потомства не оставил, владения и титулы перешли к его сестре и её сыну Филиппо Ланте Монтефельтро делла Ровере